# آرثر كالفن ميليتي
وهو سياسي أمريكي ينتمي إلى الحزب الجمهوري ولد آرثر كالفن ميليتي في 25 حزيران - يونيو من سنة 1842 في ولاية انديانا الأمريكية أصبح آرثر كالفن ميليتي أول حاكم على ولاية داكوتا الجنوبية في سنة 1889 بعد انضمام الولاية إلى الاتحاد الأمريكي واستمر في منصبه كحاكم على ولاية داكوتا الجنوبية إلى سنة 1893 توفي آرثر كالفن ميليتي في 25 أيار-مايو من سنة 1896 في ولاية كنساس الأمريكية.